# Liste der Auszeichnungen von Yoasobi
Dies ist eine Liste von Auszeichnungen und Nominierungen des japanischen Popmusikduos Yoasobi. Gelistet werden neben Auszeichnungen und Nominierungen bei Musikpreisen auch als solche, die in anderen Medienbereichen vergeben werden.
So hat das Duo seit ihrer Gründung im Jahr 2019 54 Auszeichnungen bei 97 Nominierungen erhalten. Nicht gelistet werden Auszeichnungen für Musikverkäufe (siehe hierfür Yoasobi/Diskografie), sowie Auszeichnungen und Nominierungen, die nicht direkt an das Duo oder deren Werke gerichtet sind. So gewann Ayase als Komponist der Lieder Yoru ni Kakeru und Idol jeweils eine Auszeichnung als Komponist. Diese sind im personenbezogenen Artikel gelistet.

## Musikpreise

### Anime Song Awards
Die Anime Song Awards sind ein Preis für Anime-Musik, kurz Anison, welche 2019 erstverliehen wurden.
| Jahr | Kategorie              | für       | Resultat  | Quellen |
| ---- | ---------------------- | --------- | --------- | ------- |
| 2021 | Best Work Award        | Kaibutsu  | Nominiert | [ 1 ]   |
| 2021 | Best Artist Song Award | Kaibutsu  | Gewonnen  | [ 2 ]   |
| 2022 | Best Work Award        | Shukufuku | Nominiert | [ 3 ]   |
| 2023 | Best Work Award        | Idol      | Gewonnen  | [ 4 ]   |
| 2023 | Best Anime Song Award  | Idol      | Gewonnen  | [ 4 ]   |
| 2023 | User Voting Award      | Idol      | 4. Platz  | [ 4 ]   |

### Asian Pop Music Awards
Der Preis wird seit 2020 vergeben und von der chinesischen Unternehmensgruppe VVV Entertainment Group organisiert um heimische und internationale Künstler für ihre Leistungen innerhalb eines Jahres zu würdigen.
| Jahr | Kategorie | für   | Resultat  | Quellen |
| ---- | --------- | ----- | --------- | ------- |
| 2023 | Best OST  | Yūsha | Nominiert | [ 5 ]   |

### Billboard Japan Music Awards
Die Billboard Japan Music Awards ist ein seit 2009 verliehener Musikpreis des japanischen Ablegers des US-amerikanischen Billboard-Magazins, Billboard Japan, verliehen wird. a
| Jahr | Kategorie                        | für            | Resultat | Quellen     |
| ---- | -------------------------------- | -------------- | -------- | ----------- |
| 2020 | Hot 100 of the Year              | Yoru ni Kakeru | Gewonnen | [ 7 ]       |
| 2023 | Hot 100 of the Year              | Idol           | Gewonnen | [ 8 ] [ 9 ] |
| 2023 | Hot Animation of the Year        | Idol           | Gewonnen | [ 8 ] [ 9 ] |
| 2023 | Streaming Songs of the Year      | Idol           | Gewonnen | [ 8 ] [ 9 ] |
| 2023 | Download Songs of the Year       | Idol           | Gewonnen | [ 8 ] [ 9 ] |
| 2023 | User-Generated Songs of the Year | Idol           | Gewonnen | [ 8 ] [ 9 ] |
| 2023 | Artist of the Year               | Yoasobi        | Gewonnen | [ 8 ] [ 9 ] |

### CD Shop Awards
Die CD Shop Awards werden seit 2009 von der All-Japan CD Shop Clerks Union verliehen und ähnelt von der Vergabeweise dem Großen Preis der Buchhändler.
| Jahr | Kategorie          | für                 | Resultat  | Quellen |
| ---- | ------------------ | ------------------- | --------- | ------- |
| 2022 | Grand Prix (Rot) b | The Book The Book 2 | Nominiert | [ 10 ]  |
| 2022 | Finalist Award     | The Book The Book 2 | Gewonnen  | [ 10 ]  |
| 2022 | Special Award      | The Book The Book 2 | Gewonnen  | [ 10 ]  |
| 2024 | Grand Prix (Rot) b | The Book 3          | Nominiert | [ 11 ]  |
| 2024 | Finalist Award     | The Book 3          | Gewonnen  | [ 11 ]  |

### Japan Gold Disc Awards
Die Japan Gold Disc Awards werden seit 1997 von der Recording Industry Association of Japan für die umsatzstärksten Künstler, die innerhalb eines Musikjahres den größten Umsatz erwirtschaften konnten. Im Rahmen der Preisverleihung werden zudem die Auszeichnungen für Musikverkäufe in Form von veredelten Schallplatten an die Künstler ausgehändigt.
| Jahr | Kategorie                             | für      | Resultat | Quellen |
| ---- | ------------------------------------- | -------- | -------- | ------- |
| 2021 | Best 5 New Artists                    | Yoasobi  | Gewonnen | [ 12 ]  |
| 2022 | Special Award                         | Yoasobi  | Gewonnen | [ 13 ]  |
| 2022 | Song of the Year by Download (Japan)  | Kaibutsu | Gewonnen | [ 13 ]  |
| 2022 | Best 5 Songs by Download              | Kaibutsu | Gewonnen | [ 13 ]  |
| 2022 | Song of the Year by Streaming (Japan) | Kaibutsu | Gewonnen | [ 13 ]  |
| 2022 | Best 5 Songs by Streaming             | Kaibutsu | Gewonnen | [ 13 ]  |
| 2024 | Song of the Year by Download          | Idol     | Gewonnen | [ 14 ]  |
| 2024 | Best 3 Songs by Download              | Idol     | Gewonnen | [ 14 ]  |
| 2024 | Song of the Year by Streaming         | Idol     | Gewonnen | [ 14 ]  |
| 2024 | Best 5 Songs by Streaming             | Idol     | Gewonnen | [ 14 ]  |

### Japan Record Awards
Der Japan Record Award ist eine Auszeichnung, die seit 1959 von der Japan Composer’s Association verliehen wird.
| Jahr | Kategorie                         | für     | Resultat | Quellen |
| ---- | --------------------------------- | ------- | -------- | ------- |
| 2021 | Special Achievement Award         | Yoasobi | Gewonnen | [ 15 ]  |
| 2023 | Special International Music Award | Yoasobi | Gewonnen | [ 16 ]  |

### Melon Music Awards
Ein Musikpreis des südkoreanischen Medienunternehmen Kakao Entertainment, der seit 2005 vergeben wird. Die Gewinner der Kategorien – ausgenommen der Spezialpreise – werden durch eine Onlineabstimmung, digitale Musikverkäufe und einem Juryentscheid ermittelt. Bei den Spezialkategorien entscheidet alleine eine Jury.
| Jahr | Kategorie             | für     | Resultat | Quellen |
| ---- | --------------------- | ------- | -------- | ------- |
| 2024 | J-Pop Favorite Artist | Yoasobi | Gewonnen | [ 17 ]  |

### MTV Video Music Awards Japan
Die MTV Video Music Awards Japan ist ein Musikpreis von MTV Japan, dem japanischsprachigen Ablegersender von MTV, der seit 2002 an die besten Musikvideos japanischer und internationaler Künstler verliehen wird.
| Jahr | Kategorie            | für            | Resultat  | Quellen       |
| ---- | -------------------- | -------------- | --------- | ------------- |
| 2021 | Song of the Year     | Yoru ni Kakeru | Gewonnen  | [ 18 ]        |
| 2022 | Artist of the Year   | Yoasobi        | Gewonnen  | [ 19 ]        |
| 2023 | Video of the Year    | Idol           | Nominiert | [ 20 ] [ 21 ] |
| 2023 | Best Animation Video | Idol           | Gewonnen  | [ 22 ]        |
| 2023 | Song of the Year     | Idol           | Gewonnen  | [ 22 ]        |

### Music Awards Japan
Die Music Awards Japan sind ein Musikpreis, der Ende des Jahres 2024 angekündigt wurde und die besten Künstler sowie musikalischen Werke eines Musikjahres ehrt. Verliehen wird der Preis für japanische und internationale Künstler.
| Jahr | Kategorie                           | für     | Resultat  | Quellen       |
| ---- | ----------------------------------- | ------- | --------- | ------------- |
| 2025 | Artist of the Year                  | Yoasobi | Nominiert | [ 23 ] [ 24 ] |
| 2025 | Best Japanese Song Artist           | Yoasobi | Nominiert | [ 23 ] [ 24 ] |
| 2025 | Best Japanese Dance Pop Artist      | Yoasobi | Nominiert | [ 23 ] [ 24 ] |
| 2025 | Song of the Year                    | Idol    | Nominiert | [ 23 ] [ 24 ] |
| 2025 | Top Global Hit from Japan           | Idol    | Gewonnen  | [ 23 ] [ 24 ] |
| 2025 | Best Japanese Song                  | Idol    | Nominiert | [ 23 ] [ 24 ] |
| 2025 | Best Japanese Dance Pop Song        | Idol    | Nominiert | [ 23 ] [ 24 ] |
| 2025 | Best Anime Song                     | Idol    | Gewonnen  | [ 23 ] [ 24 ] |
| 2025 | Best Music Video                    | Idol    | Gewonnen  | [ 23 ] [ 24 ] |
| 2025 | Best Viral Song                     | Idol    | Nominiert | [ 23 ] [ 24 ] |
| 2025 | Best Japanese Song in Asia          | Idol    | Nominiert | [ 23 ] [ 24 ] |
| 2025 | Best Japanese Song in Europe        | Idol    | Nominiert | [ 23 ] [ 24 ] |
| 2025 | Best Japanese Song in Latin America | Idol    | Nominiert | [ 23 ] [ 24 ] |
| 2025 | Listener’s Choice: Japanese Song    | Idol    | Nominiert | [ 23 ] [ 24 ] |

### Pop Golden Awards
Die Pop Golden Awards ist ein 2023 erstmals vergebener Publikumspreis, deren Gewinner in einer Onlineabstimmung ermittelt werden. Geehrt werden neben Musiker auch Filmproduktionen als auch Schauspieler.
| Jahr | Kategorie         | für     | Resultat  | Quellen |
| ---- | ----------------- | ------- | --------- | ------- |
| 2023 | Group of the Year | Yoasobi | Nominiert | [ 25 ]  |

### Space Shower Music Awards
Der Space Shower Music Award ist ein Musikpreis des gleichnamigen Musikfernsehsenders, welcher seit 1996 verliehen wird.
| Jahr | Kategorie          | für            | Resultat | Quellen |
| ---- | ------------------ | -------------- | -------- | ------- |
| 2021 | Song of the Year   | Yoru ni Kakeru | Gewonnen | [ 26 ]  |
| 2022 | Artist of the Year | Yoasobi        | Gewonnen | [ 27 ]  |
| 2022 | Best Pop Artist    | Yoasobi        | Gewonnen | [ 27 ]  |

### Tokio Hot 100 Awards
Ein Preis, der vom japanischen Radiosender J-WAVE verliehen wird.
| Jahr | Kategorie                        | für     | Resultat  | Quellen |
| ---- | -------------------------------- | ------- | --------- | ------- |
| 2024 | Best Performance of 2023 – Japan | Yoasobi | Nominiert | [ 28 ]  |
| 2024 | Best Buzz                        | Yoasobi | Nominiert | [ 28 ]  |

### USEN Music Awards
Die USEN Music Awards sind ein Preis, der seit 1977 jährlich vom Medien- und IT-Unternehmen USEN in mehreren Kategorien vergeben wird. Die Gewinner werden mittels eines Rankings ermittelt.
| Jahr | Kategorie      | für  | Resultat | Quellen |
| ---- | -------------- | ---- | -------- | ------- |
| 2023 | USEN Hit J-Pop | Idol | 6. Platz | [ 29 ]  |
| 2023 | USEN Hit SNS   | Idol | 2. Platz | [ 29 ]  |

## Filmpreise

### Anime Trending Awards
Die von der Online-Nachrichtenplattorm Anitrendz vergebenen Anime Trending Awards ist ein Publikumspreis, der seit 2015 vergeben wird und die besten Leistungen im Bereich Anime-Produktion auszeichnet. Die Gewinner werden in einer Onlineabstimmung ermittelt und ein Ranking erstellt. Die Nominierungen für die Auszeichnung werden ebenfalls durch ein Ranking zusammengestellt. c
| Jahr | Kategorie                      | für             | Resultat  | Quellen |
| ---- | ------------------------------ | --------------- | --------- | ------- |
| 2022 | Ending Theme Song of the Year  | Yasashii Suisei | 2. Platz  | [ 30 ]  |
| 2023 | Opening Theme Song of the Year | Shukufuku       | 6. Platz  | [ 31 ]  |
| 2024 | Opening Theme Song of the Year | Idol            | 1. Platz  | [ 32 ]  |
| 2025 | Opening Theme Song of the Year | Yūsha           | Nominiert | [ 33 ]  |

### Crunchyroll Anime Awards
Die Anime Awards des Streaminganbieters Crunchyroll werden seit 2017 verliehen. Dabei werden die besten Leistungen im Bereich der Anime-Produktion geehrt. Die Gewinner werden in einer Onlineabstimmung ermittelt, wobei auch eine zuvor ausgewählte Expertenjury in den Abstimmungsprozess einbezogen wird. d
| Jahr | Kategorie         | für             | Resultat  | Quellen       |
| ---- | ----------------- | --------------- | --------- | ------------- |
| 2022 | Bester Vorspann   | Kaibutsu        | Nominiert | [ 34 ]        |
| 2022 | Bester Abspann    | Yasashii Suisei | Nominiert | [ 34 ]        |
| 2024 | Bester Vorspann   | Idol            | Nominiert | [ 35 ] [ 36 ] |
| 2024 | Bester Anime-Song | Idol            | Gewonnen  | [ 35 ] [ 36 ] |

### Japan Anime Record Awards
Der Japan Anime Record Award ist ein Preis, der von der Streamingplattform Abema verliehen wird. Der Preis zeichnet die besten Anime-Produktionen des Jahres aus.
| Jahr | Kategorie        | für  | Resultat | Quellen |
| ---- | ---------------- | ---- | -------- | ------- |
| 2023 | Anime Song Award | Idol | Gewonnen | [ 37 ]  |

### Japan Expo Awards
Der Japan Expo Award ist ein Preis, der seit 2006 im Rahmen der Anime-Convention Japan Expo vergeben wird. Ausgezeichnet werden die besten Mangaveröffentlichungen und Anime-Produktion, die in Frankreich veröffentlicht wurden.
| Jahr | Kategorie                 | für  | Resultat | Quellen       |
| ---- | ------------------------- | ---- | -------- | ------------- |
| 2024 | Daruma – Meilleur Opening | Idol | Gewonnen | [ 38 ] [ 39 ] |

### Newtype Anime Awards
Die Anime Awards des japanischen Popkulturmagazins Newtype wird seit dem Jahr 2011 vergeben und ehrt die besten Anime-Produktionen innerhalb eines Kalenderjahres.
| Jahr | Kategorie       | für       | Resultat | Quellen |
| ---- | --------------- | --------- | -------- | ------- |
| 2023 | Best Theme Song | Idol      | 2. Platz | [ 40 ]  |
| 2023 | Best Theme Song | Shukufuku | 3. Platz | [ 40 ]  |

### Tokyo Anime Award
Das Tokyo Anime Award Festival ist ein mehrtägiges Filmfestival, welches seit 2002 veranstaltet wird. Zwischenzeitlich wurden neben Animeserien und -filme auch internationale Newcomer-Werke in einem gesonderten Wettbewerb ausgezeichnet, dessen Preis mit einer Million Yen dotiert ist. Bis 2013 wurde der Preis im Rahmen der Tokyo Anime Fair. Nach der Zusammenlegung der Anime Fair mit der Anime Contents Expo und der Schaffung der AnimeJapan wurde das Festival zum Jahr 2014 als eigenständiges Event veranstaltet.
| Jahr | Kategorie             | für     | Resultat | Quellen |
| ---- | --------------------- | ------- | -------- | ------- |
| 2024 | Best Sound/Performers | Yoasobi | Gewonnen | [ 41 ]  |

## Preise von Zeitschriften und Onlinemagazine

### Anan Awards
Der Anan Award des japanischen Beauty- und Modemagazins an·an ist ein Preis bei der Leser über die Gewinner abstimmen.
| Jahr | Kategorie           | für     | Resultat | Quellen |
| ---- | ------------------- | ------- | -------- | ------- |
| 2020 | Trend Culture Award | Yoasobi | Gewonnen | [ 42 ]  |

### AnimaniA Awards
Der AnimaniA Award ist ein Leserpreis, deren Gewinner von der Leserschaft des AnimaniA in einer Online-Abstimmung ermittelt werden. Die Preise werden seit 2006 vergeben, wobei die Preisverleihung im Rahmen der AnimagiC stattfindet.
| Jahr | Kategorie         | für   | Resultat  | Quellen |
| ---- | ----------------- | ----- | --------- | ------- |
| 2024 | Bester Anime-Song | Idol  | Nominiert | [ 43 ]  |
| 2024 | Bester Anime-Song | Yūsha | Nominiert | [ 43 ]  |

### Anime Grand Prix
Der Anime Grand Prix ist ein Leserpreis, deren Gewinner von der Leserschaft des japanischen Magazins Animage in einer Online-Abstimmung ermittelt werden. Die Wahlen finden seit dem Jahr 1979 statt. Ausgezeichnet werden die besten Werke des vorausgegangenen Jahres.
| Jahr | Kategorie       | für       | Resultat | Quellen |
| ---- | --------------- | --------- | -------- | ------- |
| 2023 | Best Anime Song | Shukufuku | 2. Platz | [ 44 ]  |
| 2024 | Best Anime Song | Idol      | 2. Platz | [ 45 ]  |
| 2024 | Best Anime Song | Yūsha     | 6. Platz | [ 45 ]  |

### DIME Trend Awards
Der DIME Trend Award der gleichnamigen Zeitschrift ist ein Leserpreis.
| Jahr | Kategorie            | für     | Resultat | Quellen |
| ---- | -------------------- | ------- | -------- | ------- |
| 2021 | Best Character Award | Yoasobi | Gewonnen | [ 46 ]  |

### Model Press Entertainment Awards
Der Model Press Entertainment Award ist ein Preis, der vom gleichnamigen japanischen Onlinemagazin verliehen wird.
| Jahr | Kategorie  | für  | Resultat | Quellen |
| ---- | ---------- | ---- | -------- | ------- |
| 2023 | Best J-Pop | Idol | Gewonnen | [ 47 ]  |

### Noma Publishing Culture Awards
Der Noma Publishing Culture Award ist ein japanischer Kulturpreis, welcher seit 2019 durch den Verlag Kadokawa verliehen wird.
| Jahr | Kategorie                     | für     | Resultat | Quellen       |
| ---- | ----------------------------- | ------- | -------- | ------------- |
| 2021 | Noma Publishing Culture Award | Yoasobi | Gewonnen | [ 49 ] [ 50 ] |

### Pen Creator Awards
Die PEN Creator Awards sind ein Preis des gleichnamigen Magazins, welche unter anderem Kunstschaffende in verschiedenen Unterhaltungsbereichen ehrt.
| Jahr | Kategorie     | für     | Resultat | Quellen |
| ---- | ------------- | ------- | -------- | ------- |
| 2023 | Creator Award | Yoasobi | Gewonnen | [ 51 ]  |

## Medienpreise

### AMD Awards
Der AMD Award ist ein Medienpreis des japanischen Ministeriums für Innere Angelegenheiten und Kommunikation, welcher seit 1995 verliehen wird.
| Jahr | Kategorie                    | für     | Resultat | Quellen |
| ---- | ---------------------------- | ------- | -------- | ------- |
| 2020 | Digital Contents of the Year | Yoasobi | Gewonnen | [ 53 ]  |

### Japan PR Awards
Die Japan PR Awards sind ein Medienpreis, die seit 1999 jährlich von der Public Relations Society of Japan an herausragende Persönlichkeiten des Landes verliehen wird.
| Jahr | Kategorie          | für     | Resultat | Quellen       |
| ---- | ------------------ | ------- | -------- | ------------- |
| 2023 | Person of the Year | Yoasobi | Gewonnen | [ 54 ] [ 55 ] |

### JC/JK Buzzword Awards
Der JC/JK Buzzword Award wird seit 2017 in unterschiedlichen Kategorien vergeben und zeichnet die Trends aus, die unter Mittel- und Oberschülern innerhalb eines Jahres größter Beliebtheit erfuhren. Der Preis wird zwei Mal jährlich verliehen.
| Jahr | Kategorie                  | für     | Resultat | Quellen |
| ---- | -------------------------- | ------- | -------- | ------- |
| 2020 | Person Category (Halbjahr) | Yoasobi | Gewonnen | [ 57 ]  |

### LINE News Awards
Die LINE News Awards sind ein Preis des japanischen Messaging-Dienstes Line.
| Jahr | Kategorie                       | für     | Resultat  | Quellen       |
| ---- | ------------------------------- | ------- | --------- | ------------- |
| 2022 | Popular Award (Artist Category) | Yoasobi | Nominiert | [ 58 ] [ 59 ] |
| 2023 | Popular Award (Artist Category) | Yoasobi | Gewonnen  | [ 60 ]        |

### Reddit Anime Awards
Der Reddit Anime Award ist ein Preis, der seit 2016 verliehen wird, wobei sowohl einen Jury- als auch einen Publikumspreis in jeder Kategorie gibt.
| Jahr | Kategorie                        | für             | Resultat | Quellen |
| ---- | -------------------------------- | --------------- | -------- | ------- |
| 2021 | Best ED – Jurypreis              | Yasashii Suisei | Gewonnen | [ 61 ]  |
| 2021 | Best ED – Publikumspreis         | Yasashii Suisei | 7. Platz | [ 62 ]  |
| 2024 | Best OP – Publikumspreis         | Idol            | Gewonnen | [ 63 ]  |
| 2024 | Best OP – Publikumspreis         | Yūsha           | 5. Platz | [ 64 ]  |
| 2024 | Best OP – Jurypreis              | Idol            | 8. Platz | [ 64 ]  |
| 2024 | Best OP – Jurypreis              | Yūsha           | 9. Platz | [ 64 ]  |
| 2024 | Best Short Film – Publikumspreis | Idol            | Gewonnen | [ 63 ]  |
| 2024 | Best Short Film – Jurypreis      | Idol            | 7. Platz | [ 64 ]  |

### TikTok Trend Awards
Der TikTok Trend Award ist ein Preis, der für die besten Trends eines Jahres in unterschiedlichen Kategorien verliehen wird.
| Jahr | Kategorie      | für  | Resultat | Quellen       |
| ---- | -------------- | ---- | -------- | ------------- |
| 2023 | Music Category | Idol | Gewonnen | [ 65 ] [ 66 ] |

### U-Can New Words and Buzzword Awards
Der U-Can New Words and Buzzword Award ist ein Preis, der erstmals 1984 verliehen wurde. Der Preis erhielt im Jahr 2004 seinen heutigen Namen, nachdem das Unternehmen U-Can als Sponsor des Preises eingestiegen ist.
| Jahr | Kategorie                    | für    | Resultat  | Quellen       |
| ---- | ---------------------------- | ------ | --------- | ------------- |
| 2023 | New Words and Buzzword Award | Idol e | Nominiert | [ 68 ] [ 69 ] |

### XTrend Awards
Die XTrend Awards sind ein Medienpreis der Social-Media-Plattform X, ehemals Twitter, bei der Trends in verschiedenen Bereichen der Unterhaltungsbranches vergeben wird.
| Jahr | Kategorie | für  | Resultat | Quellen |
| ---- | --------- | ---- | -------- | ------- |
| 2023 | Discovery | Idol | Gewonnen | [ 70 ]  |

### Yahoo! Japan Search Awards
Die Yahoo! Japan Search Awards sind ein Medienpreis, der seit 2014 von der Suchmaschine Yahoo! Japan in verschiedenen Kategorien vergeben wird. Ausgezeichnet werden die meistgesuchten Begriffe auf der Suchmaschine innerhalb eines Kalenderjahres.
| Jahr | Kategorie      | für  | Resultat | Quellen |
| ---- | -------------- | ---- | -------- | ------- |
| 2023 | Music Category | Idol | Gewonnen | [ 71 ]  |

### Belege
1. ↑  12月17日（金）開催『令和３年アニソン大賞』各ノミネート楽曲が発表！ In: LisAni.jp. 14. Dezember 2021, abgerufen am 24. Januar 2024 (japanisch).
2. ↑  「令和3年アニソン大賞」は宇多田ヒカルの「シン・エヴァ」主題歌、スカートとPUNPEEらも受賞. In: Natalie.mu. 20. Dezember 2021, abgerufen am 24. Januar 2024 (japanisch).
3. ↑  令和4年アニソン大賞開催！大賞は米津玄師「KICK BACK」に決定！ In: LisAni.jp. 30. Dezember 2022, abgerufen am 24. Januar 2024 (japanisch).
4. ↑  令和5年アニソン大賞. In: Anisong Taisho. Dezember 2023, abgerufen am 24. Januar 2024 (japanisch).
5. 1 2  Aishwarya Sai: From BTS’ V to Straykids: A complete list of KPop nominations at Asian Pop Music Awards 2023. In: Sportskeeda.com. 30. November 2023, abgerufen am 24. Januar 2024 (englisch).
6. ↑  AKB48、＜Billboard JAPAN Music Awards＞で史上初の4冠を達成. In: Barks.jp. 3. März 2012, abgerufen am 24. Januar 2024 (japanisch).
7. ↑  YOASOBI Tops Billboard Japan’s 2020 Year-End Charts With Song Not Released on CD. Billboard, 3. Dezember 2020, abgerufen am 24. Januar 2024 (englisch).
8. ↑  Billboard JAPAN 2023年 年間チャート発表、YOASOBIが【JAPAN Hot 100】＆【Artist 100】／King & Princeが【Hot Albums】首位に. In: Billboard Japan. 7. Dezember 2023, abgerufen am 24. Januar 2024 (japanisch).
9. ↑  YOASOBI, King & Prince Hit No. 1 on Billboard Japan’s 2023 Year-End Charts. In: Billboard. 7. Dezember 2023, abgerufen am 24. Januar 2024 (englisch).
10. ↑  "第14回CDショップ大賞2022"、大賞はOfficial髭男dism『Editorial』＆WurtS『ワンス・アポン・ア・リバイバル』に決定。各部門受賞作品も発表. Skream.jp, 4. März 2022, abgerufen am 24. Januar 2024 (japanisch).
11. ↑  第16回CDショップ大賞2024入賞作品を発表、King Gnu「THE GREATEST UNKOEN」Vaundy「replica」Mrs.GREEN APPLE「ANTENNA」結束バンド「結束バンド」など20作品選出. In: Musicman.co.jp. 10. Januar 2024, abgerufen am 24. Januar 2024 (japanisch).
12. ↑  「第35回日本ゴールドディスク大賞」、発表. In: Barks.jp. 15. März 2021, abgerufen am 24. Januar 2024 (japanisch).
13. ↑  Snow Man「日本ゴールドディスク大賞」受賞！BTSは部門賞で10冠、米津玄師は史上初の5年連続受賞. In: Natalie.mu. 14. März 2022, abgerufen am 24. Januar 2024 (japanisch).
14. ↑  Snow Manが3年連続で最も活躍！「日本ゴールデンディスク大賞」受賞作品・アーティスト発表. In: Natalie.mu. 12. März 2024, abgerufen am 13. März 2024 (japanisch).
15. ↑  「レコ大」にオーサム、Da-iCE、NiziU、乃木坂46、氷川、LiSAらノミネート！新人賞はINIやマカえん. In: Natalie.mu. 19. November 2021, abgerufen am 24. Januar 2024 (japanisch).
16. ↑  「レコード大賞」各賞発表！リーダーズ、ミセス、Ado、NewJeans、JO1、ビーファら大賞候補に. In: Natalie.mu. 21. November 2023, abgerufen am 24. Januar 2024 (japanisch).
17. ↑  Ji-hye Kim: [2024 MMA](여자)아이들 "해체? 모두 재계약 마쳤다" 감격..에스파 3개 대상 석권(종합). Herald Pop, 30. November 2024, abgerufen am 30. November 2024 (koreanisch).
18. ↑  VMAJ Winners 2020. MTV Japan, archiviert vom Original (nicht mehr online verfügbar) am 30. Oktober 2020; abgerufen am 24. Januar 2024 (japanisch).
19. ↑  VMAJ Winners 2021. MTV Japan, archiviert vom Original (nicht mehr online verfügbar) am 29. Oktober 2021; abgerufen am 24. Januar 2024 (japanisch).
20. ↑  MTV VMAJ 2023 投票フォーム. In: Viacom. 27. Oktober 2023, archiviert vom Original am 28. Oktober 2023; abgerufen am 24. Januar 2024 (japanisch).
21. ↑  ◆授賞式とライブを融合した音楽アワード「MTV VMAJ 2023」開催◆Mrs. GREEN APPLE「ケセラセラ」がVideo of the Yearを受賞しVMAJ史上初の4冠を達成！ In: PRTimes.jp. 23. November 2023, abgerufen am 24. Januar 2024 (japanisch).
22. ↑  今年の音楽シーンを彩ったミュージックビデオを表彰するアワード「MTV VMAJ 2023」各部門の受賞作品発表！Mrs. GREEN APPLEが3冠！aiko、YOASOBIが2冠！ In: PRTimes.jp. 27. Oktober 2023, abgerufen am 24. Januar 2024 (japanisch).
23. ↑  「MUSIC AWARDS JAPAN」ノミネート発表　最優秀アーティスト賞はCreepy Nuts、ミセス 、Vaundy、YOASOBI、藤井風. In: Natalie.mu. 17. April 2025, abgerufen am 18. April 2025 (japanisch).
24. ↑  Joanna Cayanan: YOASOBI's 'Idol' Wins Best Anime Song, Creepy Nuts' 'Bling-Bang-Bang-Born' Wins 7 Awards at 1st Music Awards Japan. In: Anime News Network. 21. Mai 2025, abgerufen am 21. Mai 2025 (amerikanisches Englisch).
25. ↑  Pop Golden Awards 2023 Nominations: Bollywood Stars, Blackpink, Bad Bunny, BTS Members Forge Ahead. In: Hindustan Times. 29. August 2023, abgerufen am 24. Januar 2024 (englisch).
26. ↑  ヒゲダン「スペシャアワード」最優秀アーティストに、米津玄師や藤井風らも受賞. In: Natalie.mu. 9. März 2021, abgerufen am 24. Januar 2024 (japanisch).
27. ↑  YOASOBI、藤井風、ミレパ「スペシャアワード」で複数受賞！BMSG、マカえん、LEXらライブ披露. In: Natalie.mu. 16. März 2022, abgerufen am 24. Januar 2024 (japanisch).
28. ↑  J-WAVEオリジナル音楽賞の授賞セレモニー「SAISON CARD TOKIO HOT 100 AWARD」を2024年も開催します！ In: J-WAVE. Abgerufen am 7. Februar 2024 (japanisch).
29. ↑  「USEN MUSIC AWARD 2023」――今年"日本中で耳にした"J-POP、SNS、洋楽、演歌／歌謡曲、各ランキングの1 位は？ In: USEN. 7. Dezember 2023, abgerufen am 24. Januar 2024 (japanisch).
30. ↑  Results of the 8th Anime Trending Awards: Theme Song Awards. In: Anitrendz.net. Abgerufen am 24. Januar 2024 (englisch).
31. ↑  Results of the 9th Anime Trending Awards – Theme Song Awards. In: Anitrendz.net. Abgerufen am 24. Januar 2024 (englisch).
32. ↑  Results of the 10th Anime Trending Awards. In: Anitrendz.net. Abgerufen am 21. März 2024 (englisch).
33. ↑  Nominees of the 11th Anime Trending Awards. In: Anitrendz.net. Abgerufen am 29. Oktober 2024 (englisch).
34. ↑  Michael Schneider: Crunchyroll Anime Awards 2022 Nominations Include ’86 Eighty-Six,’ ‘Jujutsu Kaisen,’ ‘Oddtaxi’ (EXCLUSIVE). In: Variety. 18. Januar 2022, abgerufen am 24. Januar 2024 (englisch).
35. ↑  Erik Pedersen: Anime Awards Nominees Set; Megan Thee Stallion Among Presenters At Ceremony. In: Deadline.com. 17. Januar 2024, abgerufen am 24. Januar 2024 (englisch).
36. ↑  Alex Flood: Here are all the winners from the Crunchyroll Anime Awards 2024. In: New Musical Express. 2. März 2024, abgerufen am 3. Februar 2024 (englisch).
37. ↑  日本アニメトレンド大賞2023は『推しの子』。他部門では『呪術廻戦』や劇場版『名探偵コナン』『あんスタ』が受賞. In: Dengeki Online. 28. Dezember 2023, abgerufen am 24. Januar 2024 (japanisch).
38. ↑  Daruma du Meilleur Opening. In: Mangacollec.com. Archiviert vom Original am 13. Juni 2024; abgerufen am 13. Juni 2024 (französisch).
39. ↑  Les vainqueurs des Daruma 2024. In: Japan Expo. 12. Juli 2024, abgerufen am 12. Juli 2024 (französisch).
40. ↑  Tamara Lazic: Winners of Newtype Anime Awards 2022-2023 Revealed. In: Animecorner.me. 29. Oktober 2023, abgerufen am 24. Januar 2024 (englisch).
41. ↑  TAAF2024作品賞は「THE FIRST SLAM DUNK」「【推しの子】」、個人賞は井上雄彦がW受賞. In: Natalie.mu. 8. Februar 2024, abgerufen am 8. Februar 2024 (japanisch).
42. ↑  ⽩⽯⿇⾐、『ananAWARD 2020 ミューズ』受賞！＜授賞式リポート＞. Actress Press, 19. November 2020, abgerufen am 24. Januar 2024 (japanisch).
43. ↑  AnimaniA Award Nominierungen. In: AnimaniA. Nr. 2/2024, 2024, S. 114, 51.
44. ↑  第45回アニメGP. In: Chikimato.net. Abgerufen am 16. Februar 2024 (japanisch).
45. ↑  第46回アニメGP. In: Chikimato.net. Abgerufen am 12. Juli 2024 (japanisch).
46. ↑  2021年のDIMEトレンド大賞発表！ヒット商品、話題の人物をまるごとYouTubeで配信中. Dime, 15. Dezember 2021, abgerufen am 24. Januar 2024 (japanisch).
47. ↑  モデルプレス読者が選ぶ「ベストエンタメアワード2023」全8部門トップ3を発表「VIVANT」「美しい彼」「わたしの幸せな結婚」などランクイン. In: Model Press. 25. Dezember 2023, abgerufen am 24. Januar 2024 (japanisch).
48. ↑  野間文芸賞の松浦寿輝さんらあいさつ　乃木坂46・白石麻衣さんも登壇　2019年野間出版４賞贈呈式. In: Asahi Shimbun. 20. Dezember 2019, abgerufen am 24. Januar 2024 (japanisch).
49. ↑  第 74 回「野間文芸賞」／第 43 回「野間文芸新人賞」第 59 回「野間児童文芸賞」／第 3 回「野間出版文化賞」受賞者決定のお知らせ. (PDF) Kōdansha, archiviert vom Original (nicht mehr online verfügbar) am 5. November 2021; abgerufen am 12. April 2023 (japanisch).
50. ↑  ＹＯＡＳＯＢＩが野間出版文化賞「若者カルチャー代弁者としても高く評価」. In: Nikkan Sports. 4. November 2021, abgerufen am 24. Januar 2024 (japanisch).
51. ↑  YOASOBI、安藤サクラ、宮藤官九郎……今年もっとも輝いた6組が決定「Pen クリエイター・アワード」. In: Realsound.jp. 29. November 2023, abgerufen am 1. Dezember 2023 (japanisch).
52. ↑  『進撃の巨人』、デジタル・コンテンツ・オブ・ジ・イヤー受賞. In: Oricon. 18. März 2014, abgerufen am 24. Januar 2024 (japanisch).
53. ↑  映画『鬼滅の刃』AMDアワード“総務大臣賞”受賞「先進性と完成度を高く評価」. In: Oricon. 21. April 2021, abgerufen am 24. Januar 2024 (japanisch).
54. ↑  2023年度 日本PR大賞　受賞コメント. In: Public Relations Society of Japan. Abgerufen am 24. Januar 2024 (japanisch).
55. ↑  2023年度日本ＰＲ大賞が決定. In: Asahi Shimbun. 23. Januar 2024, abgerufen am 24. Januar 2024 (japanisch).
56. ↑  JC·JK Buzzword Awards. In: JC·JK Buzzword Awards. Abgerufen am 24. Januar 2024 (japanisch).
57. ↑  JC・JK流行語大賞2020年上半期を発表　「◯◯しか勝たん」「ぴえんこえてぱおん」がランクイン！ PRTimes.jp, 30. Juni 2020, abgerufen am 24. Januar 2024 (japanisch).
58. ↑  2022年を彩る「話題の人」「記事」「メディア」を表彰するNEWSの祭典「LINE NEWS AWARDS 2022」を12月14日に開催！ In: PRTimes.jp. 30. November 2022, abgerufen am 24. Januar 2024 (japanisch).
59. ↑  LINE NEWS AWARDS 2022. In: Line.me. Abgerufen am 24. Januar 2024 (japanisch).
60. ↑  『LINE NEWS AWARDS 2023』大谷翔平、TWICE、藤井聡太ら6組が「話題の人賞」に輝く【一部受賞者コメントあり】. In: Oricon. 12. Dezember 2023, abgerufen am 24. Januar 2024 (japanisch).
61. ↑  Kim Morrissy: Reddit Anime Awards 2021 Crown Sonny Boy, Mushoku Tensei. In: Anime News Network. 21. Februar 2022, abgerufen am 4. März 2024 (englisch).
62. ↑  Anime Awards 2021. In: Animeawards.moe. Abgerufen am 4. März 2024 (englisch).
63. 1 2  Joanna Cayanan: Reddit Anime Awards 2023 Jury Picks BanG Dream! It's MyGo!!!!! as Anime of the Year. In: Anime News Network. 3. März 2024, abgerufen am 4. März 2024 (englisch).
64. 1 2  Anime Awards 2023. In: Animeawards.moe. Abgerufen am 4. März 2024 (englisch).
65. ↑  『TikTokトレンド大賞2023』ノミネート20選が決定！大賞、各部門賞の結果は12/14にTikTok LIVEで発表. In: PRTimes.jp. 16. November 2023, abgerufen am 24. Januar 2024 (japanisch).
66. ↑  【TikTok Awards】トレンド大賞のミュージック部門はYOASOBIの「アイドル」 Ayase&ikuraが喜びのコメント. In: Oricon. 14. Dezember 2023, abgerufen am 24. Januar 2024 (japanisch).
67. ↑  'TEMAEDORI' was selected as one of the top 10 words in Japan's 2022 New Words and Buzzwords Awards. In: Japanese Consumers’ Co-operative Union. 20. Dezember 2022, abgerufen am 24. Januar 2024 (englisch).
68. ↑  新語・流行語大賞2023 ノミネートされた言葉 知っていますか？ In: NHK. 2. November 2023, abgerufen am 24. Januar 2024 (japanisch).
69. ↑  Daryl Harding: Oshi no Ko, YOASOBI's "Idol" Among 30 Words Shortlisted for Japan’s 2023 Buzzword Award. In: Crunchyroll. 2. November 2023, abgerufen am 24. Januar 2024 (englisch).
70. ↑  「#XTrendAward 2023」2023年のトレンドワードTOP3は「Twitter」「WBC優勝」「水星の魔女」. In: PRTimes.jp. 27. Dezember 2023, abgerufen am 24. Januar 2024 (japanisch).
71. ↑  Yahoo!検索大賞で新しい学校のリーダーズが部門1位、スピッツ「美しい鰭」の読み方を知りたい人多数. In: Natalie.mu. 4. Dezember 2023, abgerufen am 24. Januar 2024 (japanisch).